# Hassan Abboud

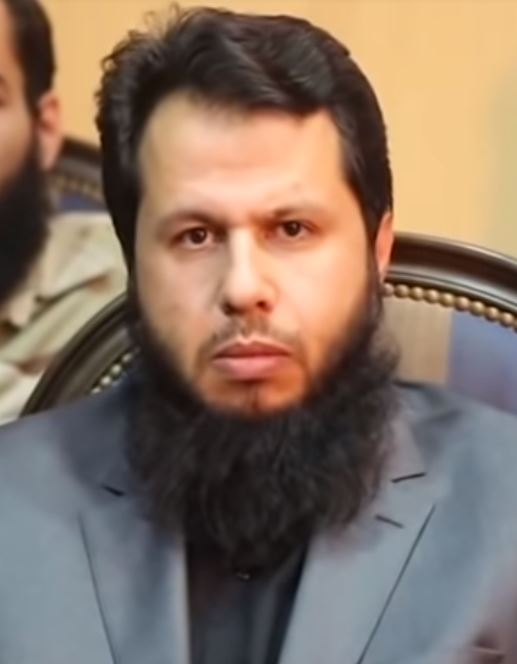
Hassan Abboud

Hassan Abboud (arabisch حسان عبود, DMG Ḥassān ʿAbbūd, auch bekannt unter seiner Kunya Abu Abdullah al-Hamawi (أبو عبد الله الحموي / Abū ʿAbd Allāh al-Ḥamawī); † 9. September 2014 in Ram Hamdan, Gouvernement Idlib, Syrien) war ein syrischer Rebellenführer und Mitbegründer und Führer der Ahrar asch-Scham. Die FAZ beschrieb ihn als einen „der wichtigsten Köpfe der syrischen Opposition gegen die Regierung in Damaskus“.
Hassan Abboud wurde bekannt als Anführer der Syrischen Islamischen Front. Seit Ende Januar 2013 war er auch zeitgleich der Anführer der Gruppe Ahrar al-Scham. Er kämpfte gegen das Regime von Baschar al-Assad und trat für einen Staat ein, in dem die Scharia als einzig legitimes Staats- und Rechtssystem gilt.
Abboud verbrachte mehrere Jahre in syrischer Haft in Saidnaya und wurde nach Ausbruch des Bürgerkrieges befreit.
Am 9. September 2014 wurde Hassan Abboud bei einem Bombenanschlag in Ram Hamdan (Nordwestsyrien) getötet.